# 葭津
葭津（よしづ）は、鳥取県米子市の大字。郵便番号は683-0105。

## 地理
米子市の北西部、弓浜半島の北部西岸。

### 小字
小字は境目、跡落、北跡落、五丁開之壱、荒神前、五丁開之弐、山下灘、外堀前、五丁開之参、壱里塚、壱里塚沖、桝田、貫地田、貫地田灘、中川灘、後灘、新川灘、下前、上荒山、荒山沖ノ壱、荒山沖ノ弐、拾六割、石河原、下荒山、大山、中原、豊岡、浜道、宇志呂、西二子山、二子山、鷲塚、山下、下口、薬研山、狸山、八反田、四反場、四拾間割、正門通、横山、石畑、北谷、狐山。

## 歴史

### 沿革
1658年 - 1661年（万治中）の藩の記録に吉津と書かれてあり、その頃9戸の家があった。開墾のはじめは山口、阿川、安田、友森、長谷川、渡部、石橋、松本、吉岡の9戸である。阿川家の元祖は1654年（承応3年）に死亡しており、開発はそれ以前である。
1871年（明治4年）に鳥取県、1876年（明治9年）に島根県、1881年（明治14年）に再び鳥取県に所属する。1889年（明治22年）に大崎と合併して崎津村ができる。1954年（昭和29年）からは米子市の大字。

### 地名の由来
鳥取大学教授の徳永職男によると「葭津は江戸時代になって小篠津村の新田として開けたが、万治年間には戸数9戸であったという。古くは吉津と書いた例もあるが、村名の由来は、親村の小篠津が篠の群生するところから名づけられているから、“葭津”は“ヨシの生い茂る海辺の村”という意味であろう。」という。

## 人口
戸数・人口は、『伯耆志』によると、82戸・504人。1879年、126戸・644人。世帯数・人口は1955年、185世帯・1016人、1965年、232世帯・1048人、1975年、246世帯・992人。2010年、272世帯・855人。
2024年（令和6年）8月31日現在は321世帯・719人。

## 経済

### 産業
畑作中心の農業地域である。『共武政表』によると産物は米、麦、甘藷である。
1932年（昭和7年）に刊行された『商工資産信用録 第33回 中国四国版』によると、商人は菓子・茶の阿川、日用品酒の阿川などがいた。1960年（昭和35年）6月1日現在で実施した昭和35年事業所統計調査の副票1を用いて作成された『鳥取県事業所名鑑 昭和36年版（統計資料 第45号）』によると、職別工事業の柴垣がいた。企業・店舗は友森ブロック、門脇鶏卵、石橋鶏卵所、飲食料品小売業の阿川商店、石橋商店、友森商店、矢倉商店、水運業の松本丸、ふくやクリーニング店、山口精米所などが存在した。
農業
- 白ネギ[3]
- 葉タバコ[3]

漁港
- 崎津漁港

店舗・企業
- イシバシホールディングス（石油製品販売、セルフ式ガソリンスタンド、レンタカー、古物商）[12] - 旧石橋石油店。
- 門脇肥料店
- 福井建具店
- 山口米穀店[13]
- 大根屋（大根製造）[14]
- 岡野青果 - 地元の市場をはじめ、西日本を中心に大型量販店へ泥付き里芋、白ネギなど様々な野菜を提供する[15]。
- 橋本青果（農作物の生産および農作業の受託、農産物の加工及び受託販売）[16]
- 友森運送
- ソフトバンク鳥取米子ソーラーパーク

### 地価
『西伯之資力 大正11年10月調』によると、地価金200円以上所有者は以下の通り。
- 松本周一（1071円97銭）[17]
- 友森熊太郎（912円47銭）[17]
- 石橋浩（692円72銭）[17]
- 長谷川準（566円54銭）[17]
- 安田久馬蔵（517円7銭）[17]
- 吉岡虎松（495円71銭）[17]
- 友森繁市（494円67銭）[17]
- 長谷川篤美（413円20銭）[17]
- 永井岩市（385円15銭）[17]
- 阿川岩蔵（341円3銭）[17]
- 阿川菊松（297円）[17]
- 山口新次郎（285円93銭）[17]
- 山口才市（282円56銭）[17]
- 阿川與一郎（264円79銭）[17]
- 阿川廉市（240円28銭）[17]
- 友森斉（230円42銭）[17]
- 渡部千賀蔵（219円87銭）[17]
- 山口章（218円93銭）[17]
- 友森虎松（214円51銭）[17]
- 石橋幸市（204円67銭）[17]
- 石橋昌榮（202円2銭）[17]
- 松本松太郎（201円71銭）[17]

## 地域

### 健康
医師
- 安田玄哲[18]

治療院
- 友森達也整体治癒院

### 相談
- 友森敏夫（税理士）[19]

### 施設
宗教
- 葭津神社[20]
- 任宗寺[11]

研修施設
- 葭津地区農民研修施設[21]

工業団地
- 米子崎津地区中核工業団地[22]

組合
- 米子市漁業協同組合

かつて存在した組合
- 崎津信用購買販売組合[23]

## 交通
- 鳥取県道300号米子環状線

## 出身・ゆかりのある人物
- 前原茂（公明党所属鳥取県議会議員） - 群馬県生まれ、葭津在住で、2014年米子市議会議員に初当選し2期8年在職、2023年鳥取県議会議員に初当選[24]。
- 松岡忠男（米子市教育長） - 妻は葭津・石橋喜市の長女[25]。
- 松本周一（養蚕家、崎津信用購買販売利用組合組合長）